# Facelift
Facelift – debiutancki album studyjny amerykańskiego zespołu muzycznego Alice in Chains, opublikowany 21 sierpnia 1990 nakładem wytwórni Columbia. Głównymi autorami kompozycji są Layne Staley oraz Jerry Cantrell, a za produkcję odpowiada Dave Jerden. Nagrania zrealizowano od grudnia 1989 do kwietnia 1990 w London Bridge Studio w Seattle w stanie Waszyngton i w Capitol Recording Studio w Hollywood w Kalifornii. Facelift promowały trzy single – „We Die Young” (wydany również w rozszerzonej wersji w formacie minialbumu), „Man in the Box” i „Sea of Sorrow”.
Album otrzymał w większości przychylne recenzje ze strony krytyków muzycznych, którzy zwracali uwagę na urozmaicone brzmienie, harmonie wokalne, mroczny nastrój, a także nawiązania do klasycznego metalu i hard rocka. Facelift w ciągu ośmiu miesięcy od momentu premiery sprzedał się w liczbie 40 tys. egzemplarzy. Za sprawą singla „Man in the Box” – którego teledysk zaczął być regularnie emitowany w MTV, a sam utwór dotarł do 18. miejsca na liście Album Rock Tracks „Billboardu” – zainteresowanie zespołem wzrosło. W ciągu następnych sześciu tygodni album odnotował wzrost sprzedaży, uzyskując w Stanach Zjednoczonych nakład w liczbie 400 tys. kopii. 6 lipca 1991 uplasował się na 42. lokacie w zestawieniu Billboard 200. 11 września, jako pierwsza płyta definiowana mianem grunge’owej, uzyskała od Recording Industry Association of America (RIAA) certyfikat złotej, za sprzedaż 500 tys. egzemplarzy w Stanach Zjednoczonych. 5 sierpnia 2022 otrzymała od RIAA certyfikat 3-krotnej platyny, przekraczając sprzedaż 3 milionów kopii. 11 listopada Facelift uzyskał od British Phonographic Industry (BPI) certyfikat srebrnej płyty za sprzedaż 60. tys. kopii w Wielkiej Brytanii.
W 1992 „Man in the Box” wyróżniono nominacją do nagrody Grammy w kategorii Best Hard Rock Performance with Vocal. Współcześnie Facelift uznawany jest przez historyków i krytyków za pierwszy album definiowany mianem grunge’owego, który osiągnął sukces komercyjny, poprzez dotarcie do czołowej 50. zestawienia Billboard 200, wprowadzając tym samym brzmienie Seattle (ang. Seattle Sound) do mainstreamu, oraz przyciągając uwagę fanów metalu głównego nurtu.

## Geneza
| „Wielu myślało, że wybrałem najgorzej z całego grona, ale dla mnie byli niczym nieoszlifowany diament.”– Nick Terzo |

Zespół Alice in Chains powstał w 1987 w Seattle w stanie Waszyngton z inicjatywy wokalisty i gitarzysty Jerry’ego Cantrella oraz perkusisty Seana Kinneya. Skład uzupełnili Layne Staley, były wokalista formacji Sleze i Alice N’ Chains, oraz basista Mike Starr, występujący w glammetalowych grupach Sato i Gypsy Rose (w drugiej z nich grał przez krótki czas razem z Cantrellem). Członkowie zespołu koncertowali po klubach położonych wzdłuż północno-zachodniego wybrzeża, używając różnych nazw, m.in. Mothra and Fuck i Diamond Lie (druga z nich pochodziła od grupy, w której przed powstaniem Alice in Chains grał Cantrell. Zgodę na jej używanie otrzymał od kolegów z byłego zespołu). Publikacje na temat początkującej formacji były zamieszczane w magazynach branżowych, w tym m.in. na łamach „City Heat”, „Kerrang!”, „Pulse!”, „RIP” i „The Seattle Timesa”.

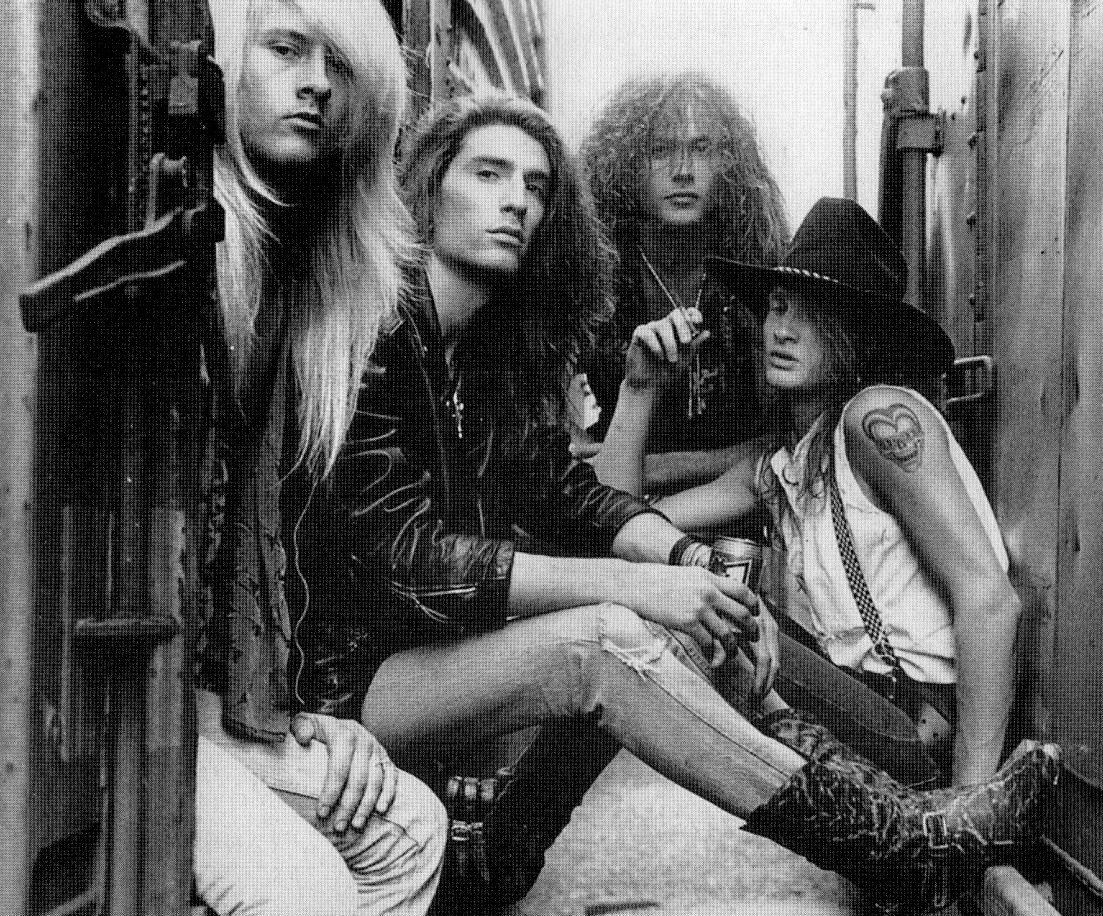
Zespół Alice in Chains (na zdjęciu promocyjnym) w 1988

W 1988 w Issaquah w stanie Waszyngton zespół zarejestrował demo The Treehouse Tapes składające się z ośmiu kompozycji, w tym z coveru Davida Bowiego – „Suffragette City”. Proces został sfinansowany przez Cantrella. Lokalny promotor nagrań Randy Hauser, otrzymawszy od Melindy Starr (siostry Starra) amatorską taśmę z nagraniami, razem z Kenem Deansem umożliwił grupie nagranie profesjonalnego dema dla wytwórni fonograficznych. Proces, który pierwotnie miał odbyć się w kompleksie Music Bank, został odwołany. Członkowie zespołu zarejestrowali demo wiosną 1988, przy współpracy Ricka Parashara, a sesję sfinansował Hauser. Materiał trafił do Deansa, który następnie przekazał go menedżerom muzycznym – Kelly’emu Curtisowi i Susan Silver, zajmującymi się kierownictwem Soundgarden. Demo spotkało się z przychylnym przyjęciem, wskutek czego 11 września 1989 grupa podpisała kontrakt z wytwórnią Columbia. Jego finalizację poprzedziły ośmiomiesięczne negocjacje.
Przedstawiciel wytwórni Nick Terzo przekazał kopię dema w ręce Dave’a Jerdena, znanego ze współpracy z Jane’s Addiction przy ich pierwszym albumie studyjnym Nothing’s Shocking (1988), oraz kilku innym producentom. Zdaniem Jerdena wszyscy z nich odmawiali współpracy z Alice in Chains, ponieważ w owym czasie panowała moda na Guns N’ Roses i wokalistów śpiewających wysokim głosem, jak Ronnie James Dio. Producent spotkał się z muzykami w Los Angeles w Kalifornii, którzy grali koncert w jednym z tamtejszych klubów. Po odbytej rozmowie z Cantrellem zgodził się wyprodukować debiutancki album Alice in Chains.
Powróciwszy do Seattle, muzycy nagrali dwa dema pod kierownictwem Parashara. Zarejestrowany na nich materiał stał się podstawą zawartą na Facelift. W ocenie Jerdena „próbowali trochę każdego stylu: punku, heavy metalu, aby spróbować uzyskać własny dźwięk”.

## Nagrywanie

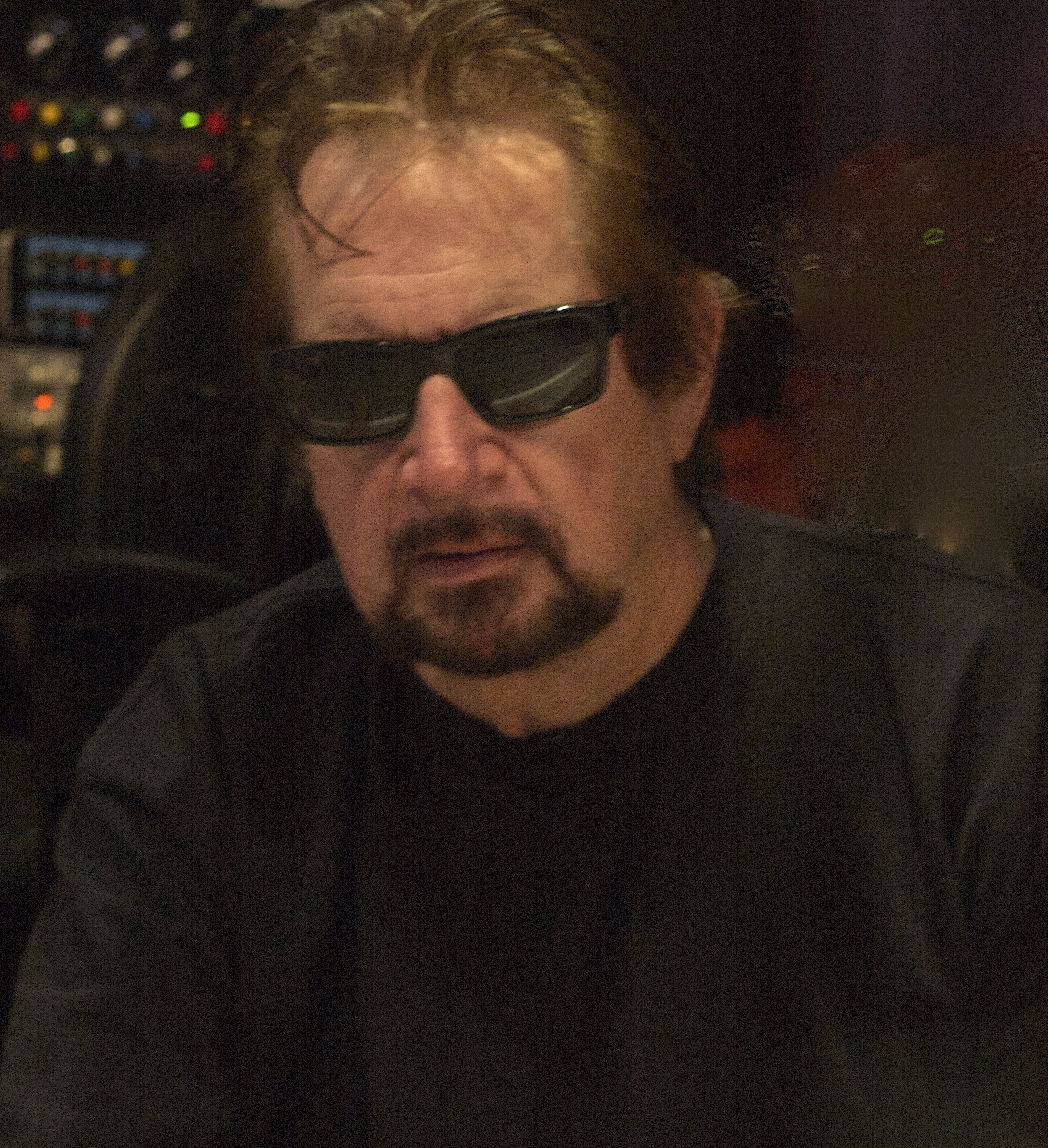
Dave Jerden (na zdj. w 2015) był odpowiedzialny za proces produkcji albumu Facelift

Sesję zainaugurowano w London Bridge Studio w Seattle. Inżynier dźwięku Ron Champagne przybył do miasta sześć tygodni wcześniej niż Jerden. Z racji tego, że Kinney doznał złamania ręki na miesiąc przed startem procesu nagrań, do studia początkowo ściągnięto perkusistę Mother Love Bone, Grega Gilmore’a, lecz Jerden nie był zadowolony ze wspólnych efektów, ponieważ muzyk miał problem z rytmem synkopowym. Champagne zaprosił do studia Matta Chamberlina. „Po około tygodniu wspólnych prób Alice i Matta Dave stwierdził, że to wspaniały bębniarz, lecz nie jest to typ perkusisty pokroju Seana, który jest bardziej zacięty i «thrashowy». Naszą wspólną rozmowę podsłuchał Sean, który był w pokoju kontrolnym tuż obok. Wstał, udał się do studia warsztatów, gdzie z pomocą piły ściągnął gips ze swojej ręki, po czym wrócił i powiedział tylko: «możemy zaczynać». Podziwiałem go, bo za każdym razem, kiedy mocniej uderzał, widziałem na jego twarzy ogromny grymas bólu. To było całkowicie szalone” – wyznał Champagne. Aby częściowo uśmierzyć doskwierający ból, Kinney zanurzał rękę w wiadrze z lodem. Jerden przyznawał, że cały proces nagrań przeszedł sprawnie, ponieważ utwory były dobrze opracowane w momencie rozpoczęcia sesji i nie wymagały większych poprawek. W porównaniu do wersji zamieszczonych na albumach demo producent zdecydował się na zwolnienie i obniżenie tempa utworów. „To naprawdę pomogło rozwinąć dźwięk Alice. Stał się cięższy i bardziej ponury” – wspominał Dave Hillis, asystent inżyniera dźwięku w London Bridge Studio. Jerden nagrywał po kilka fragmentów wszystkich utworów, zwykle od pięciu do dziesięciu, i sporządzał notatki w oparciu o każdy takt. Następnie ponownie ich wysłuchiwał, po czym opracowywał finalny rezultat, używając najlepszych fragmentów na podstawie zapisów.
Podczas nagrań korzystano m.in. z konsoli Neve 8048 i przedwzmacniacza mikrofonowego AMS Neve 1081 liQ/Mic. Jak wspominał Champagne: „Nagrywaliśmy na modelu Studer Tape Machine A800, który posiadał dwie głowice, zestaw 16- oraz 24-ścieżkowy. Szczególnie lubiliśmy używać zestawu 16-ścieżkowego, ponieważ dawało to możliwość nagrywania utworów na podwójnej szerokości taśmy, przez co brzmiały one naprawdę «grubo». To właśnie był nasz trick: kompresja, kompresja, kompresja taśmy, naturalna kompresja. Wszystko”.
Do nagrania partii perkusji użyto następujących modeli mikrofonów: M-88 ustawiono przy bębnie wielkim, Neumann M-49 znajdował się dziesięć stóp z tyłu zestawu, U-87 zamontowano nad perkusją, a Shure SM-57 ustawiono przy werblu. Z kolei model Sennheiser MD-421 zastosowano przy tom-tomach. Bębny nagrywano tak, jakby brzmiały podczas występu na żywo. W tym celu użyto trójdrożnego systemu głośników, wykorzystywanego na koncertach. Dwa mikrofony U-87 i jeden M-49 rejestrowały odtwarzany dźwięk, który następnie łączono z sygnałem z mikrofonów z zestawu perkusyjnego, by poprawić wrażenie głębi pomieszczenia.
Gitarę basową nagrano przy pomocy DI-box, by uzyskać możliwie jak najczystszy dźwięk. Starr rejestrował partie używając mikrofonu kardioidalnego R-20 i 57. Grał na sprzęcie zakupionym od Evana Sheeleya z TKO. W refrenach korzystano z sześciostrunowego basu, który Jerden kupił od Sheeleya za 500 dolarów, by wzmocnić brzmienie utworów.
Cantrell w początkowym założeniu partie gitary rytmicznej miał rejestrować używając wzmacniaczy Randall, lecz na takie rozwiązanie nie zgodził się Champagne, który argumentował: „Powiedziałem mu, żeby się ich pozbył, bo nie chcę ich w moim studiu, ponieważ są strasznymi wzmacniaczami”. Finalnie rejestrował partie przy użyciu zmodyfikowanego modelu wzmacniacza Bogner i Marshalla – Bogner Fish Preamp. W ocenie Champagne’a „mieliśmy w owym czasie jeden z pierwszych zmodyfikowanych modeli wzmacniacza Bogner i Marshalla”. Z kolei do akustycznych partii użyto gitary dwunastostrunowej, którą Nancy Wilson wykorzystała na czwartej płycie Heart – Dog & Butterfly (1978). Zakończywszy nagrania w London Bridge Studio w grudniu 1989, muzycy przenieśli się do Capitol Recording Studio w Hollywood, aby dokończyć pracę, głównie nad wokalami i overdubbingiem gitar.
Solówki Cantrell rejestrował przy użyciu wspomnianego modelu wzmacniacza Bogner oraz Marshalla 50. Wokale Staley i Cantrell nagrywali korzystając z mikrofonu Shure SM7. „Zdecydowaliśmy się na ten model mikrofonu, ponieważ jest on dobry dla wokalistów rockowych i SM sprawia, że głos brzmi o wiele głębiej niż w rzeczywistości” – argumentował Champagne, dodając: „Pamiętam, że kiedy siedziałem i nagrywałem wokale Layne’a, to pomyślałem sobie, że ten gość może być największym rockowym wokalistą z jakim pracowałem. Umieściłem go na samym środku w pokoju nagrań. Wyłączaliśmy wszystkie światła, upewniając się przy tym, że ma przy sobie szklankę wody. Zakładał swoje okulary przeciwsłoneczne i stojąc tam, nie ruszając się, dawał bezbłędne, dosłownie bezbłędne występy wokalne”. Zaznaczał, że jego głos był „równie wysokiej jakości jak Binga Crosby’ego czy Franka Sinatry, tyle, że w stylu punkowym”, a harmonijny sposób śpiewania Staleya i Cantrella określał mianem „imponującego”. Wokale obaj muzycy rejestrowali w większości za pierwszym podejściem. „Kiedy nagrywaliśmy wokale prowadzące, podwajałem je. A potem wszystkie harmonie, które zrobiliśmy i które nie były rozległe, po prostu zrobiliśmy może trzecią harmoniczną harmonię, ale to nie był jeszcze ten skumulowany wokal, który wyszedł na Dirt [1992]” – wspominał Jerden.
Proces miksowania odbył się w Sound Castle Studio na terenie Los Angeles, pod kierownictwem Jerdena i asystenta Boba Lacivita. Użyto do niego konsoli Solid State Logic. Kluczowym elementem w trakcie miksowania było wykorzystanie pogłosu. Jerden i Champagne zastosowali pogłos analogowy Lexicon 224 i 480 oraz opóźnienie cyfrowe PC 2280. Innym z czynników był efekt gitarowy flanger. Producent zastosował bardziej wyrafinowaną technikę, starając się odtworzyć w jak najwierniejszym stopniu warunki, w których wspomniany efekt został odkryty w latach 60. XX wieku. „Dave odtworzył miks z naszej 24-ścieżkowej maszyny i miks, który wykonał na 2-ścieżkowej, a następnie zmiksował je razem na trzeciej maszynie. Sposób, w jaki uzyskaliśmy falowanie polegał na tym, że jedna maszyna została zsynchronizowana z drugą poprzez przyłożenie palca do rolki, powodując jej spowolnienie” – wspominał Champagne.
Budżet przeznaczony na produkcję Facelift wyniósł, według Jerdena, od 150 do 250 tys. dolarów. W trakcie sesji zespół zarejestrował trzynaście kompozycji, z czego jednej, „Killing Yourself”, nie uwzględniono na płycie (weszła ona w skład winylowej wersji minialbumu We Die Young; 1990).

## Analiza

### Muzyka
Opisując warstwę brzmieniową, Cantrell stwierdził, że Facelift miał mieć „ponurą aurę” oraz „być bezpośrednim wskutek atmosfery i zadumy panującej ówcześnie w Seattle”. W wywiadzie dla „Hit Parader” oznajmił, że zespół zajmuje się „brutalną rzeczywistością życia”. Większość utworów na Facelift skomponowano według niskiego strojenia D (ang. drop D) – którego Cantrell nauczył się od Kima Thayila z Soundgarden, wzorując się na kompozycjach „Beyond the Wheel” oraz „Nothing to Say” – i utrzymana jest w średnim tempie. Jak podkreślał w rozmowie z „RIP”, Facelift to „po prostu agresywna i energiczna muzyka”. Z kolei Starr porównywał brzmienie do klasycznego Black Sabbath.
Muzykę do singlowego „Man in the Box” gitarzysta podsumowywał w następujących słowach: „Riff do tego numeru chodził za mną przez jakiś czas, ale nigdy go specjalnie nie wykorzystałem. Layne zaproponował kilka rozwiązań jeśli chodzi o partie wokalu i jakoś poskładało się ten kawałek do kupy. Na naszym wczesnym materiale riff, który idzie z talk boxa, jest jednym z moich ulubionych”. Jak zaznaczał, utwór wywołał mieszane uczucia wśród przedstawicieli wytwórni. „Naprawdę nikt nie lubił tej piosenki. Myśleli, że jest zbyt powolna i lamentowa”. O „It Ain’t Like That” mówił: „Riff do tego numeru był właściwie pomyłką, jaką popełniłem jednego dnia na próbie. Wygłupialiśmy się z Seanem i wymyśliłem ten riff jako żart, lecz Sean powiedział tylko – «o, to jest niezłe, zagraj to raz jeszcze». Nie sądziłem, że coś z tego będzie, ale kiedy już zagraliśmy to wspólnie, zdałem sobie sprawę, że to może zadziałać. Żartowałem sobie z tego kawałka i grałem go zazwyczaj z głupkowatym wyrazem twarzy”. Na temat kompozycji „Love, Hate, Love” powiedział: „Ten utwór to nasze arcydzieło. Wokal Layne’a w tej piosence jest po prostu niesamowity. Solówka, jaką nagrałem do tego numeru, jest jedną z moich ulubionych”. W trakcie sesji Champagne przyniósł do studia kasetę Ritual de lo habitual (1990) Jane’s Addiction z niedokończonymi miksami. Podczas nagrań stanowiła ona kluczową inspirację dla muzyków.
Serwis AllMusic definiuje Facelift jako metal alternatywny, grunge, heavy metal oraz hard rock. Album charakteryzują ciężkie, gitarowe partie, nawiązujące do dokonań wczesnego Black Sabbath, połączone z „brudnym” grunge’owym brzmieniem. Utwory utrzymane są przeważnie w średnich tempach, z mocno zaakcentowanymi rytmami. Mordechai Kleidermacher z pisma „Circus” opisywał debiut Alice in Chains jako płytę „pełną egzotycznych melodii, hipnotyzujących riffów oraz ściany dźwięku”. Chris Gill z „Guitar World” wyróżniał „pulsujące riffy Cantrella i ekspansywne tekstury gitar”, które „zostały zrównoważone przez chrapliwy i krzykliwy wokal Staleya”.
Krzysztof Celiński oceniał na łamach „Tylko Rocka”:

Facelift to szeroka paleta rockowo-metalowych propozycji zespołu […] Zwiastunem tego zindywidualizowanego stylu jest chociażby «Sunshine», który łączy rock and rollowy nastrój z «ciągliwym» brzmieniem. Sprytnie pomyślany riff refrenu wyłamuje się ze schematów i na dodatek zagrany jest w innym tempie […] Bardziej czadowy i typowy jest «Put You Down», gdzie konwencjonalna tradycja riffowa (Johnny Winter, Jimmy Page) spotyka się ze współczesnym szaleństwem. Właśnie: tradycja. Gitarowe wah-wah w «Real Thing» zalatuje Erikiem Claptonem z czasów Cream czy Jeffem Beckiem z Truth [1968]. Z kolei funkowy nastrój w «I Know Somethin’ (‘Bout You)”» pasuje do hendrixowskiej spuścizny, ale też bardziej siedzi w jej współczesnym przetworzeniu, dokonanym przez Red Hot Chili Peppers. Stabilne, właściwie ujednolicone aranżacje, wzbogacone są zwariowanymi odskokami. Alice siedzi w tradycji, orientuje się na teraźniejszość, ma wyobraźnię i… szuka.

### Teksty

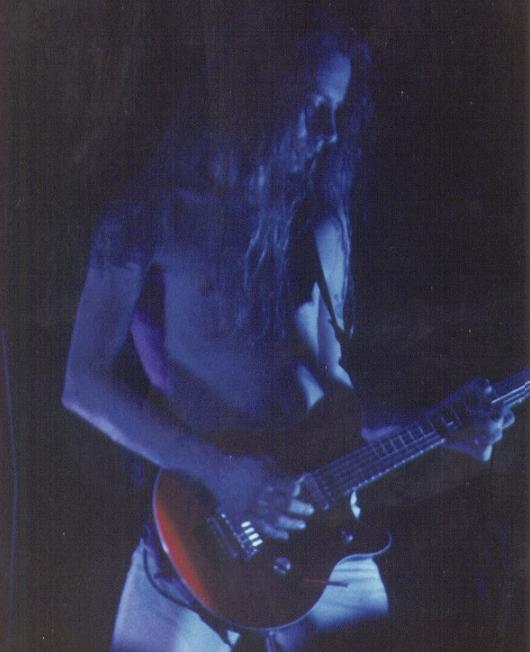
Warstwa liryczna została napisana w głównej mierze przez Cantrella

Gillian G. Gaar pisała za pośrednictwem „Goldmine”: „Choć nie tak mroczny, jak ich późniejsze dzieła, Facelift uchwycił zespół rozmyślający o nieudanych związkach, zemście i rozpaczy”. Odnosząc się do warstwy lirycznej, Staley przyznawał w rozmowie z „Rock Scene”: „To rock terapeutyczny. Piszemy rzeczy, które nas zabijają od wewnątrz […] Używamy również dużo symboliki. To znaczy, wiele z nich brzmi o wiele bardziej przesadnie niż w rzeczywistości”. Cantrell, komentując poszczególne liryki utworów, stwierdził, że „pomysł na tekst do «We Die Young» wziął się z takiego terenu w Seattle, nazywanego Seward Park, na którym znajduje się dużo cracku i broni, i ogólnie jest to strefa kontrolowana przez lokalne gangi. Widywałem 12-latków narąbanych każdego dnia, widok ten zadziwił mnie i przestraszył i dlatego napisałem o tym tekst”. Znaczenie tekstu do „Man in the Box” Staley tłumaczył za pośrednictwem „Rolling Stone’a”: „Zacząłem pisać o cenzurze, w tym samym czasie udaliśmy się na kolację z niektórymi przedstawicielami Columbia Records, którzy byli wegetarianami. Powiedzieli mi, jak cielęcina została wykonana z małych cieląt hodowanych w tych małych pudełeczkach. Ten obraz utkwił w mojej głowie. Więc poszedłem do domu i napisałem o cenzurze rządowej i jedzeniu mięsa widzianego oczyma tych marnych cieląt”.
Trzecia z kompozycji – „Sea of Sorrow” – traktuje o skomplikowanej relacji interpersonalnej, której motywem przewodnim jest destrukcja. „To dość prosta piosenka, lecz pokręcona w pewnym sensie. Jest to w zasadzie wyciągnięcie wniosków z dwóch doświadczeń, które miałem na przestrzeni dwóch ostatnich lat, lecz były dokładnie takie same” – wspominał Cantrell. Tekst „Bleed the Freak” odnosi się do miary kontroli ludzi, którzy nas umieścili na świecie i teraz patrzą jak spadamy w dół i się wykrwawiamy. Podmiot w utworze pragnie doczekać chwili, kiedy zobaczy jak to inni będą się poświęcać i wykrwawiać za niego.
Lirykę do „Love, Hate, Love” Staley komentował: „«Love, Hate, Love» napisałem o złym związku z dziewczyną, nie wiedząc jak go skończyć. Złapani w schemat, który się powtarza… powtarza… powtarza… Dokładnie tak. Napisałem więc piosenkę o tym, jakim byłem dupkiem. Pomogło. Przestałem. Skończyły się problemy”. „Sunshine” Cantrell napisał dla swojej matki Glorii (zmarłej na raka trzustki 11 kwietnia 1987 w wieku 43 lat). Tekst do „Confusion” Staley tłumaczył w następujących słowach: „To piosenka o mnie i o mojej dziewczynie. Obecne stosunki; ona nienawidzi mnie, ja nienawidzę jej. Po prostu zawsze wraca to do nas – to chory cykl”. Przedostatni z utworów, „I Know Somethin’ (‘Bout You)”, zdaniem Cantrella „opowiada o ludziach, którzy pragną cię zdyskredytować, twoje ambicje”. Zamykający album „Real Thing” Staley napisał o uzależnionym od narkotyków przyjacielu, który trafił do zakładu psychiatrycznego. „Stracił rozum i został zamknięty w zakładzie na okres około ośmiu miesięcy. Kiedy wyszedł, był czysty przez dłuższy czas, lecz potem ponownie powrócił do nałogu” – wspominał.

## Oprawa graficzna
6 kwietnia 1990 muzycy odbyli spotkanie z artystą i fotografem Rockym Schenckiem. „Słuchałem muzyki Alice przed pierwszym spotkaniem i zdecydowanie wywarła ona na mnie duże wrażenie. Szczerze mówiąc, była mroczniejsza niż cokolwiek, co słyszałem wcześniej, a podczas pierwszego słuchania nie wiedziałem nawet, jak na to zareagować” – wspominał. Jednym z dyskutowanych pomysłów, przedłożonych przez członków zespołu, była wizja zdjęcia, na którym mieli wyłaniać się z ludzkiego oka. Wytwórnia Columbia przeznaczyła na sesję zdjęciową ograniczone środki finansowe, wskutek czego Schenck, będąc pozytywnie nastawionym do współpracy z zespołem, wydłużył planowaną sesję z jednego do trzech dni.
Sesja rozpoczęła się 2 maja na basenie w Oakwood Apartments w Burbank w hrabstwie Los Angeles. Aby zrealizować wspomniany pomysł wynurzania się z gałki ocznej, basen przykryto cienkim kawałkiem plastiku z tworzywa sztucznego. Muzycy nurkowali pod plastikiem, po czym wyłaniali się na powierzchnię i łapali oddech. „Tworzywa sztuczne zniekształcały ich twarze, a ja dostałem świetne, upiorne zdjęcia zespołu z ich pierwszą rolą w filmie” – oceniał Schenck. Jedna z fotografii, przedstawiająca Staleya owiniętego folią i trzymanego przez pozostałych, posłużyła za okładkę do minialbumu We Die Young. Nazajutrz sesja odbyła się w prywatnym studiu Schencka w Hollywood, który często stosował podejście eksperymentalne, tworząc zniekształcony obraz poprzez odsłanianie po kolei różnych części pojedynczego kadru. Przeglądając portfolio artysty grupa zwróciła uwagę na fotografie ukazujące czarno-białe portrety ze zniekształconymi twarzami i poprosiła Schencka o odtworzenie tego efektu, który zgodził się, lecz postanowił zrealizować go w kolorze, wykorzystując do tego zdjęcia twarzy każdego z muzyków. Początkowo zakładano, że okładka będzie zawierać nałożone na siebie portrety wszystkich czterech muzyków, tworząc jeden, wymieszany wyraz twarzy. W rezultacie koncepcja ta została porzucona na rzecz zdjęcia Starra, które znalazło się na okładce. Obejrzawszy fotografię członkowie zespołu zdecydowali się nazwać album Facelift.
4 maja zdjęcia realizowano w Wilmington w Kalifornii nieopodal zakładów chemicznych. „To było bardzo intensywne. Musieliśmy uważać na podmuchy wiatru, by siarka nie dostała się do oczu i nie powodowała płaczu” – wspominał Schenck.
Autorem oprawy graficznej jest David Coleman. Staley przyznawał, że „ideą na główną okładkę albumu był pomysł, aby wszystkie nasze cztery twarze wymieszać w jedną – co sprawia, że wyglądają jakby były skręcone, ale prawdziwe”. Odnosząc się do wyboru nazwy stwierdził: „Wzięła się ona od finalnego zdjęcia z głównej okładki. Mieliśmy wiele idei na nazwę, lecz wszystkie z nich upadły. Chcieliśmy nazwać album Gash, jednak ostatecznie nie poszliśmy za tym”.

## Wydanie
W lipcu wytwórnia – w celach promocyjnych – opublikowała w limitowanym nakładzie minialbum We Die Young. Był on rozsyłany w formie darmowej do lokalnych sklepów muzycznych, których właściciele otrzymywali całkowity zysk ze sprzedaży. Premierę albumu poprzedziły kilkumiesięczne negocjacje. Jak argumentował Cantrell: „Chcieliśmy mieć pewność, że to będzie w porządku. Columbia przechodziła pewne zmiany, które są lepsze dla artystów, i chcieliśmy upewnić się, że muzyka będzie w naszym ujęciu. I stało się tak jak oczekiwaliśmy”. Członkowie zespołu spierali się z wytwórnią, która pierwotnie nie chciała zamieścić na albumie kompozycji „Man in the Box”, „Love, Hate, Love” oraz „Confusion”. W wyniku nieustępliwości ze strony muzyków spór zażegnano. Kinney uważał, że jedną z głównych zasad jest „niesłuchanie wytwórni”.
Facelift został opublikowany 21 sierpnia. Cantrell oceniał, iż jest to „brutalnie pieprzony album”. Przez okres pierwszego półrocza od momentu publikacji, rozgłośnie radiowe niechętnie prezentowały utwory z repertuaru Alice in Chains w swoich audycjach. Odpowiedzialny za produkcję Jerden wspominał: „Dostawaliśmy informacje od dyrektorów programowych, że głos Layne’a jest niewłaściwy. Królował wtedy Axl Rose, Dio i wszyscy inni wysoko śpiewający wokaliści. Ja sam zawsze lubiłem lekko bluesowe gardła. Powiedzieć, że głos Staleya, albo kogokolwiek innego jest niewłaściwy, to dość niedorzeczne. Jednak z takimi opiniami się spotkałem”.
Płyta została w całości poświęcona pamięci przedwcześnie zmarłego frontmana Mother Love Bone, Andrew Wooda i matce Cantrella.
Aby zwiększyć zainteresowanie zespołem i nowym singlem „Man in the Box”, Facelift, decyzją Dona Iennera – ówczesnego prezesa wytwórni Columbia – został w 1991 wydany w specjalnym pakiecie z dołączonym za darmo VHS Live Facelift w liczbie 40 tys. kopii. Columbia uczyniła promocję albumu jednym ze swych głównych priorytetów, chcąc udowodnić, że nie skupia się jedynie na artystach popowych, pokroju Mariah Carey, New Kids on the Block i C+C Music Factory.
13 listopada 2020, w związku z 30. rocznicą wydania, Facelift opublikowano na podwójnym czarnym winylu w zremasterowanej wersji. 21 stycznia 2021 debiut Alice in Chains ukazał się w wersji Deluxe (box set), w skład którego weszły m.in. dwie płyty winylowe, kaseta magnetofonowa, fotoksiążka, naklejki i prace graficzne.

## Promocja

### Single

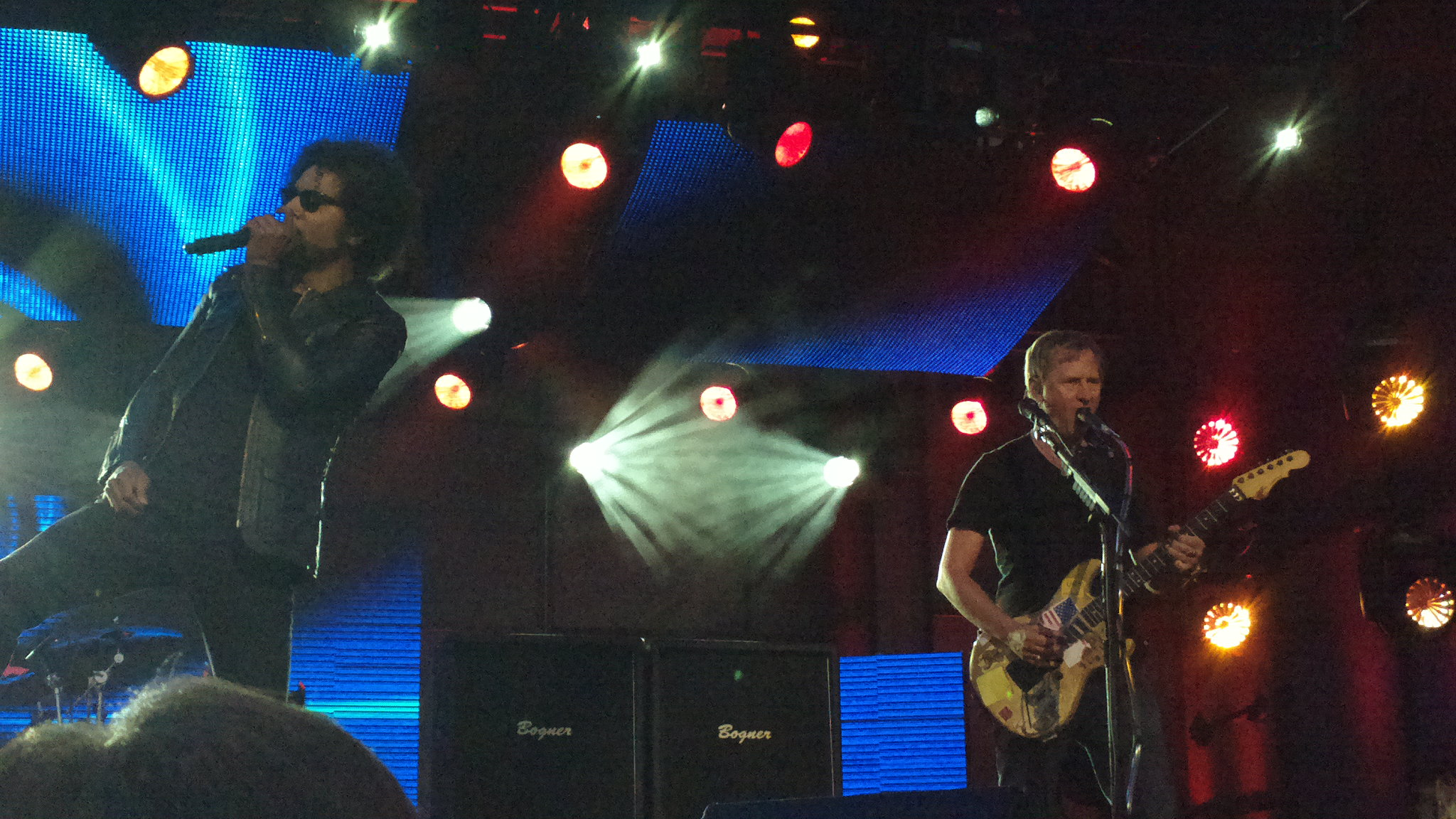
Zespół Alice in Chains w trakcie wykonywania „Man in the Box” w programie Jimmy Kimmel Live! (2013)

Album promowały trzy single – „We Die Young”, „Man in the Box” i „Sea of Sorrow”. Pierwszy z nich opublikowano latem 1990 w formacie CD, kasety i minialbumu. W jego skład, w edycji winylowej, weszły dodatkowo dwa utwory – „It Ain’t Like That”, który trafił na Facelift, i „Killing Yourself”, pochodzący ze starszych sesji nagraniowych z końca lat 80. Mimo że „We Die Young” nie odnotowano w momencie wydania na listach przebojów, to zyskał on uznanie w lokalnych rozgłośniach radiowych, emitujących muzykę rockową i metalową. Teledysk w reżyserii Schencka często nadawano w programach MTV – 120 Minutes i Headbangers Ball.
W styczniu 1991 ukazał się singel „Man in the Box”. Z uwagi na kontrowersyjny tekst – głównie przez wers: Jesus Christ / Deny your maker – był niechętnie puszczany przez rozgłośnie; część z nich w ogóle odmawiała emisji, z kolei inne audycje prezentowały go tylko nocą. Mimo tego Nick Terzo, przedstawiciel wytwórni, uważał, że „Man in the Box” „otworzył zespołowi niejedne drzwi”. Wideoklip w reżyserii Paula Rachmana, dzięki umieszczeniu go w Buzz Bin, był regularnie emitowany w stacji MTV, zapewniając zespołowi ogólnokrajowy rozgłos. W ocenie Rachmana wszystko się zmieniło dla Alice in Chains, gdy teledysk doczekał się regularnej rotacji w MTV. 6 lipca uplasował się na 18. miejscu listy Album Rock Tracks, opracowywanej przez „Billboard”.
Trzecim singlem promującym Facelift był „Sea of Sorrow”. Wytwórnia Columbia, podbudowana komercyjnym odbiorem „Man in the Box”, nalegała na szybką realizację teledysku promującego. Z uwagi na pośpiech, w trakcie prac nad wideoklipem dochodziło do szeregu spięć między członkami zespołu a Rachmanem, odpowiedzialnym za reżyserię. Utwór osiągnął 27. pozycję na liście Album Rock Tracks „Billboardu”.

### Trasa koncertowa

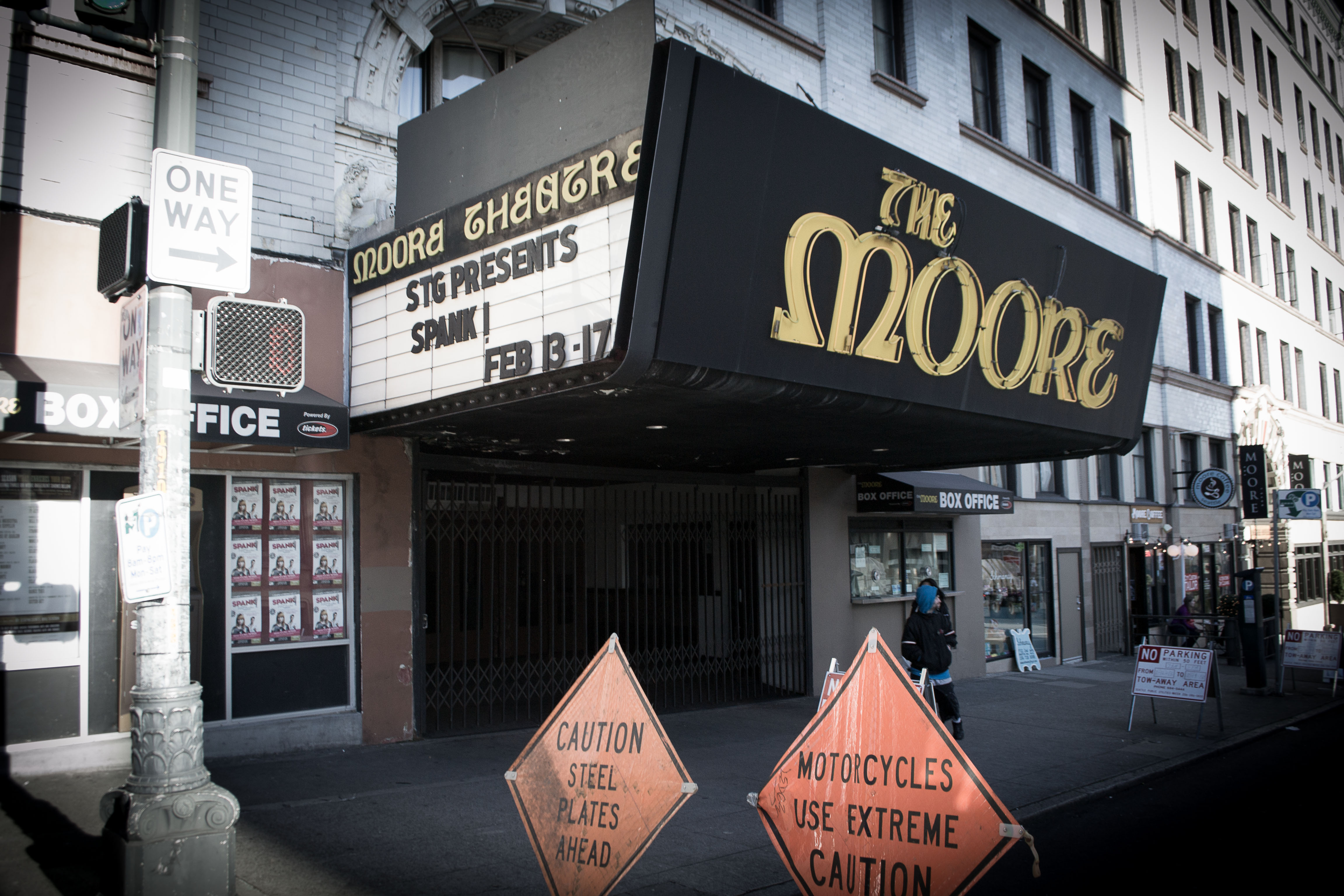
Moore Theatre – miejsce, gdzie zespół nagrał Live Facelift (1991)

Zespół rozpoczął promocję albumu na koncertach jeszcze przed premierą i kontynuował ją po publikacji. Występem w Seattle z 1 czerwca 1990 zainaugurował pierwszy etap Facelift Tour, pełniąc rolę supportu dla Soundgarden i Extreme. Od 12 listopada do 12 grudnia muzycy poprzedzali koncerty dla Iggy’ego Popa w ramach Brick by Brick Tour. 22 grudnia zespół wystąpił w Moore Theatre w Seattle. Koncert w reżyserii Josha Tafta zarejestrowano, a następnie wydano na kasecie Live Facelift 30 lipca 1991. Rolę supportu pełnił Pearl Jam, grający ówcześnie pod nazwą Mookie Blaylock. Dzięki licznym występom zespół Alice in Chains zdobywał coraz to większą uwagę mediów; magazyn branżowy „Spin” zaliczył grupę do grona zespołów, które należy obejrzeć na żywo w 1991.
W trakcie koncertów w lutym 1991 występy Alice in Chains poprzedzał Pearl Jam. 8 marca grupa wyruszyła jako support dla The Almighty i Megadeth w trasę koncertową Oxidation of the Nations Tour, obejmującą 22 koncerty na kontynencie europejskim. 17 kwietnia muzycy wystąpili na nabrzeżu Pier 48 w Seattle, nagrywając scenę ze swoim udziałem do filmu Samotnicy (1992, reż. Cameron Crowe). 16 maja zainaugurowali występy w roli supportu na trasie Clash of the Titans, grając przed thrashmetalowymi grupami Anthrax, Megadeth i Slayer. Łącznie tournée objęło 49 występów na terenie Ameryki Północnej. „Fani Slayera byli bardzo brutalni dla nas. Kiedy graliśmy w Red Rocks Amphitheatre, rzucali w nas tak wieloma przedmiotami, że ledwo widzieliśmy tłum” – wspominał Cantrell. Od sierpnia do stycznia 1992 muzycy koncertowali jako support przed Van Halen na trasie For Unlawful Carnal Knowledge Tour. Sammy Hagar, wokalista Van Halen, samodzielnie wybrał Alice in Chains do roli supportu po tym, gdy obejrzał w MTV teledysk do „Man in the Box”.

## Odbiór

### Krytyczny
| AllMusic                      | [ 2 ]  |
| „Classic Rock”                | [ 94 ] |
| Encyclopedia of Popular Music | [ 95 ] |
| „Q”                           | [ 96 ] |
| Rolling Stone Album Guide     | [ 97 ] |
| Spin Alternative Record Guide | [ 98 ] |
| „Tylko Rock”                  | [ 99 ] |

Recenzent serwisu AllMusic, Steve Huey opisywał album jako „jedną z najważniejszych płyt w gatunku grunge’u i rocka alternatywnego, łączącą przy tym fanów hard rocka i heavy metalu”. Autor porównywał brzmienie do takich wykonawców jak Black Sabbath czy The Stooges, uważając, że Alice in Chains jest prawdopodobnie najbardziej metalowym zespołem grunge’owym. „Ani hedonistyczne, ani szczególnie technicznie zrealizowane, utwory Alice in Chains były głównie powolne, represyjnie lamentowe z niezaprzeczalnym poczuciem melodii […] Ogólny efekt jest świeży, ekscytujący i potężny”. W ocenie Daniela Silvera z brytyjskiego „Classic Rocka”, „Facelift jest przede wszystkim zbiorem niedopracowanych utworów i niespełnionych obietnic”. Ric Albano za pośrednictwem tego samego magazynu w bardziej przychylnym tonie recenzował wydawnictwo, zaznaczając, że „Facelift nie do końca identyfikuje się z nurtem grunge’owym, gdyż grupa posiada silny rodowód heavy metalu, który przyświeca przez inne metodyczne i nastrojowe melodie. W sumie Facelift jest pełen ścieżek, które są ciężkie, melodyjne i mroczne”. Dla autora stanowi on mieszankę klasycznego metalu, hard rocka z elementami bluesa („Confusion”, „Real Thing”) i funku („I Know Somethin’ (‘Bout You)”), a brzmienie „Put You Down” porównywał do Damn Yankees.
Jak podkreślał Steve Hochman z „Los Angeles Timesa”, warstwa liryczna charakteryzuje się mroczną treścią, w której wyczuwalne są stany niepokoju. David Browne opisywał Facelift na łamach „The New York Timesa” jako „dobrze zorganizowany rock stadionowy”. Autor był zdania, że „Alice in Chains odtworzyli najbardziej komercyjną markę handlową hard rocka”. Paul Elliot z brytyjskiego magazynu „Q” określał Facelift mianem „nowej epoki” oraz przyrównał brzmienie do Black Sabbath i Led Zeppelin. Dwutygodnik „Rolling Stone” napisał: „Debiutancki album kwartetu, intensywne, pulsujące doświadczenia”. Daina Darzin z dwumiesięcznika „Spin” porównała kompozycję „Love, Hate, Love” do „Kashmir” Led Zeppelin z 1975, argumentując: „Imponujące, złowieszcze jęki”. Autorka w recenzji napisała: „Alice in Chains są na drodze do znalezienia dźwięku we własnym zakresie; trochę Sabbath grunge’u, psychodelii The Cult oraz armii śmierci Slayera z najmocniejszymi, wymieszanymi z czarnej głębi rozpaczy The Cult […] Na debiutanckim albumie nastrój jest najbardziej rozpoznawalną rzeczą. Począwszy od ponurości, poprzez zdegustowanie i przygnębienie, to niezaprzeczalnie prawdziwe i wypływające”.
Jordan Babula z miesięcznika „Teraz Rock” brzmienie porównywał do takich wykonawców, jak Cream, Jimi Hendrix i Led Zeppelin, a wokal Staleya – ze względu na silną, wyrazistą ekspresję i mrok – do Jima Morrisona i Ozzy’ego Osbourne’a. Dziennikarz Kyle Anderson, autor książki  Accidental Revolution: The Story of Grunge (2007), Facelift opisywał jako „głośną, brutalną, wyciskającą godzinę rocka, pochłoniętą metalem, opartą na bluesie spod znaku Black Sabbath, Deep Purple i Motörhead”.

### Komercyjny
| „Pierwotnie zakładaliśmy, że album mógłby sprzedać się w nakładzie 100 tys. kopii. To był nasz cel. Potem pomyśleliśmy, że wynik na poziomie 200 tys. byłby już bardzo dużym osiągnięciem.”– Layne Staley |

Po pierwszych ośmiu miesiącach od wydania Facelift sprzedał się w liczbie 40 tys. egzemplarzy. Ze względu na duże zainteresowanie singlem „Man in the Box”, którego teledysk był regularnie emitowany na antenie MTV, album w ciągu następnych sześciu tygodni uzyskał wolumen sprzedaży na poziomie 400 tys. kopii, a fani dzwonili do lokalnej rozgłośni KISW w Seattle, domagając się emisji utworów zespołu. Według dziennikarza Jeffa Gilberta Alice in Chains otrzymali więcej czasu antenowego niż Nirvana, Pearl Jam i Soundgarden łącznie. Facelift ukazał się też na okładce tygodnika „Billboard”.
27 kwietnia 1991 zadebiutował na 194. miejscu w zestawieniu Billboard 200. W maju awansował ze 166. na 108. lokatę, a 6 lipca uplasował się na 42. pozycji. Łącznie spędził pięćdziesiąt dziewięć tygodni w zestawieniu opracowywanym przez „Billboard”. W ocenie Grega Prato – autora książki Grunge Is Dead: The Oral History of Seattle Rock Music (2009) – Facelift był pierwszym hitowym albumem grunge’owym.
11 września 1991 uzyskał od zrzeszenia amerykańskich wydawców muzyki Recording Industry Association of America (RIAA) certyfikat złotej płyty za sprzedaż 500 tys. egzemplarzy – jako pierwszy grunge’owy album z Seattle. Przekroczywszy próg 1 miliona kopii w Stanach Zjednoczonych, 10 sierpnia 1993 otrzymał od RIAA certyfikat platyny. 14 sierpnia debiut Alice in Chains był notowany na 23. miejscu listy „Billboardu” – Top Pop Catalog Albums. Według raportu Nielsen SoundScan jego sprzedaż wyniosła 1 milion 960 tys. kopii na terenie Stanów Zjednoczonych. Po przekroczeniu progu sprzedaży 2 milionów egzemplarzy, 4 marca 1997 Facelift uzyskał od RIAA certyfikat 2-krotnej platyny. 5 sierpnia 2022 album otrzymał od RIAA certyfikat 3-krotnej platyny, osiągnąwszy próg sprzedaży 3 milionów kopii. 11 listopada, uzyskawszy nakład 60 tys. kopii w Wielkiej Brytanii, otrzymał od tamtejszej organizacji British Phonographic Industry (BPI) certyfikat srebrnej płyty.

### Nagrody i nominacje
3 marca 1991 muzycy wystąpili w Moore Theatre podczas ceremonii rozdania Northwest Area Music Award (NAMA). Facelift uzyskał główną nagrodę w kategorii Rock Recording. Grupa została też laureatem Foundations Award w kategorii Best Debut Album. We wrześniu, podczas 8. gali MTV Video Music Award w Universal Amphitheatre, teledysk do „Man in the Box” otrzymał nominację w kategorii Best Metal/Hard Rock Video. 25 lutego 1992, w trakcie 34. ceremonii rozdania nagród Grammy w Radio City Music Hall, „Man in the Box” uzyskał nominację w kategorii Best Hard Rock Performance with Vocal, przegrywając rywalizację z For Unlawful Carnal Knowledge (1991) Van Halen.
Redakcje „Guitar for the Practicing Musician” i „RIP” uznały Alice in Chains za najlepszy nowy zespół 1991. Z kolei czasopismo „Faces” ogłosiło Staleya „jednym z najbardziej dynamicznych młodych wokalistów metalowych”.

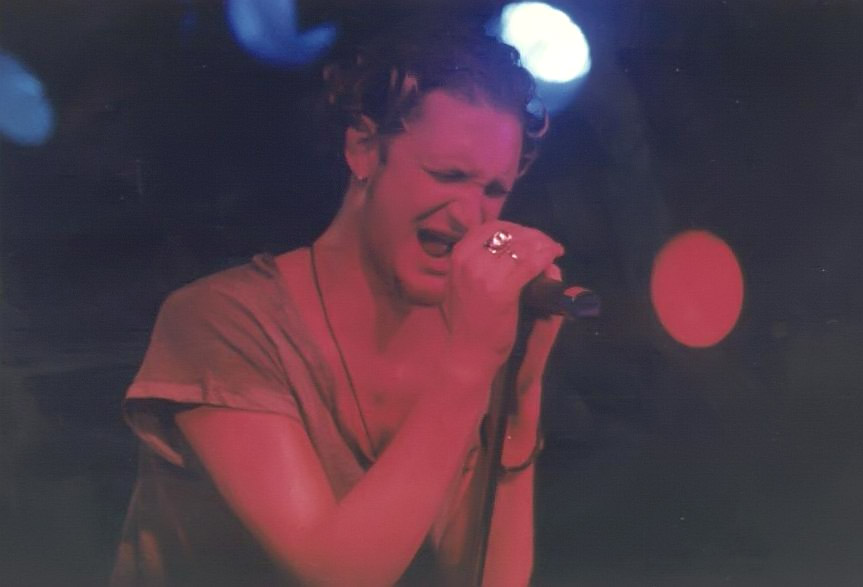
Po wydaniu Facelift Staley odczuwał pierwsze oznaki rozpoznawalności i coraz większe zainteresowanie jego osobą

| Rok  | Nagroda                    | Kategoria                             | Odbiorcy i nominowani | Wynik     | Źródło  |
| ---- | -------------------------- | ------------------------------------- | --------------------- | --------- | ------- |
| 1991 | Northwest Area Music Award | Rock Recording                        | Facelift              | Wygrana   | [ 120 ] |
| 1991 | Foundations Award          | Best Debut Album                      | Alice in Chains       | Wygrana   | [ 121 ] |
| 1991 | MTV Video Music Award      | Best Metal/Hard Rock Video            | „Man in the Box”      | Nominacja | [ 127 ] |
| 1992 | Nagroda Grammy             | Best Hard Rock Performance with Vocal | „Man in the Box”      | Nominacja | [ 123 ] |

### Zestawienia
| Rok  | Tytuł                                                                  | Publikacja              | Pozycja | Źródło  |
| ---- | ---------------------------------------------------------------------- | ----------------------- | ------- | ------- |
| 1990 | „Album 1990 roku”                                                      | „Spin”                  | 4       | [ 128 ] |
| 1991 | „Album 1991 roku”                                                      | „Kerrang!”              | 11      | [ 129 ] |
| 2004 | „10 najlepszych grunge’owych albumów”                                  | Martin Popoff           | 7       | [ 130 ] |
| 2004 | „500 najlepszych heavymetalowych albumów w historii”                   | Martin Popoff           | 176     | [ 130 ] |
| 2011 | „10 najlepszych albumów 1990 roku”                                     | „Guitar World”          | 3       | [ 131 ] |
| 2013 | „25 najlepszych hardrockowych debiutanckich albumów”                   | Loudwire                | 11      | [ 132 ] |
| 2013 | „10 najlepszych rockowych debiutanckich albumów”                       | Ultimate Guitar Archive | 6       | [ 133 ] |
| 2015 | „25 najbardziej wpływowych grunge’owych albumów w historii”            | Diffuser                | 20      | [ 134 ] |
| 2015 | „50 najlepszych hardrockowych i heavymetalowych debiutanckich albumów” | Loudwire                | 23      | [ 135 ] |
| 2019 | „50 najlepszych grunge’owych albumów”                                  | „Rolling Stone”         | 14      | [ 136 ] |

## Dziedzictwo
We współczesnych ocenach dziennikarze i krytycy podkreślają, że Facelift był pierwszym albumem definiowanym jako grunge’owy, który uzyskał certyfikat złotej płyty (pół miliona sprzedanych kopii), wprowadzając tym samym brzmienie Seattle (ang. Seattle Sound) do mainstreamu, torując drogę dla późniejszych wydawnictw Nirvany, Pearl Jamu i Soundgarden.
Według Kelsey Chapstick z czasopisma „Revolver” Facelift jest „klasycznym grunge’owym i metalowym albumem, zapamiętanym jako iskra, która rozświetliła karierę jednego z najlepszych artystów ciężkiej muzyki na świecie”. Justin Henderson, autor książki Grunge: Seattle (2016), był zdania, że „album ten, podobnie jak każdy inny, pomógł zdefiniować grunge jako, przynajmniej po części, wyraz alienacji, depresji i – niewypowiedzianej, ale bardzo widocznej – boleśnie nieodpartej atrakcyjności narkotyków, zwłaszcza heroiny”. Kanadyjski dziennikarz muzyczny oraz autor wydanej w 2004 książki The Top 500 Heavy Metal Albums of All Time Martin Popoff, który sklasyfikował debiut Alice in Chains na 7. miejscu w opublikowanym przez siebie rankingu „10 najlepszych grunge’owych albumów”, przyznał: „Produkcja Dave’a Jerdena stanowi dużą część oszałamiającego efektu tego albumu […] istnieje tu dyscyplina pieśni i królewskiego riffu”. Popoff zestawił również Facelift na 176. pozycji w rankingu „500 najlepszych heavymetalowych albumów w historii”.
Mimo że Dirt (1992) uznaje się z najważniejszy album w dyskografii Alice in Chains, to Facelift opisywany jest jako ten, dzięki któremu grupa znalazła swój styl i utorowała drogę do późniejszego sukcesu; według Stephena Hilla z „Metal Hammera” „Dirt słusznie jest arcydziełem, ale Facelift jest równie ważny; bez niego lata 90. mogłyby być zupełnie inne”. Po latach Dave Jerden uważał, że debiut grupy był „miejscem, w którym Alice in Chains znaleźli swój styl, a «Man in the Box» to pierwszy utwór, który wprowadził świat do brzmienia grunge’u. To nigdy nie było szczęście z przypadku. Ta płyta miała być”. W 2015, z okazji 25. rocznicy premiery płyty, Mike McPadden z kanału VH1 przyznał, że Facelift ciągle stanowi kluczową inspirację dla nowego pokolenia muzyków rockowych i zespołów garażowych. Płyta Alice in Chains zwróciła na siebie uwagę fanów metalu głównego nurtu, znanych z początkowego oporu i niechęci do eksplozji grunge’u.
W 2018 Ozzy Osbourne zamieścił Facelift w gronie swych ulubionych płyt metalowych, uznając go za „kolejny niesamowity debiut”, a „Man in the Box” określając mianem klasyka. Także gitarzysta Soundgarden, Kim Thayil wyróżnił płytę Alice in Chains, wymieniając ją w gronie swoich ulubionych albumów grunge’owych. „Cała płyta zawiera świetne rzeczy” – argumentował. Muzyk szczególnie darzył uznaniem utwór „It Ain’t Like That”. We wrześniu 2019 „Classic Rock” ogłosił Facelift płytą tygodnia. W recenzji zaznaczono, że był on pierwszym grunge’owym albumem w historii, który odniósł sukces na listach przebojów. „Jego stalowe riffy i chwytliwe harmonie były wielokrotnie naśladowane, ale nigdy nie zrobiono tego lepiej. Album uchwycił ducha zmieniającej się epoki i utorował drogę dla Nevermind [1991, Nirvany], Ten [1991; Pearl Jamu] i Badmotorfinger [1991; Soundgarden], które pojawiły się na listach przebojów po debiucie Alice in Chains”.
Dziennikarze i redakcja „Rolling Stone’a”, umieściwszy w 2019 Facelift na 14. miejscu w rankingu „50 najlepszych grunge’owych albumów”, argumentowali: „Nevermind (1991) Nirvany mógł przekształcić grunge w fenomen narodowy, ale to Facelift Alice in Chains, wydany rok wcześniej, zaczął budować grono głównych odbiorców tego gatunku. Sekret albumu? Spodobał się on fanom heavy metalu, którzy polubili niskie i powolne dźwięki Black Sabbath w wykonaniu grupy”. Starszy redaktor gazety Joseph Hudak nazwał Facelift „początkową falą nadchodzącego tajfunu w Seattle”.
Chris Harris, 21 sierpnia 2020, w 30. rocznicę opublikowania płyty pisał na łamach magazynu „Spin”: „Facelift przedstawił światu hipnotyczny głos Staleya i złowieszcze podejście zespołu. Album […] eksplorował ponure tematy liryczne takie, jak śmierć, narkotyki i cenzura. A w klasycznych piosenkach takich, jak «Love, Hate, Love», «Bleed the Freak», «Sea of Sorrow» i popierany przez MTV «Man in the Box», pomogli zdefiniować ten gatunek dzięki imponującej grze na perkusji Seana Kinneya, gęstym liniom basu zmarłego Mike’a Starra i buczącym, miażdżącym riffom Cantrella”. Wielu muzyków, w tym m.in. Benjamin Burnley, Brandon Boyd, Mikael Åkerfeldt, Phil Anselmo i Robb Flynn, zalicza debiut Alice in Chains do grona swoich inspiracji i ulubionych płyt.

## Lista utworów
| Nr  | Tytuł utworu                   | Autorzy                             | Długość |
| --- | ------------------------------ | ----------------------------------- | ------- |
| 1.  | „We Die Young”                 | Jerry Cantrell                      | 2:32    |
| 2.  | „Man in the Box”               | Layne Staley • Cantrell             | 4:46    |
| 3.  | „Sea of Sorrow”                | Cantrell                            | 5:49    |
| 4.  | „Bleed the Freak”              | Cantrell                            | 4:01    |
| 5.  | „I Can’t Remember”             | Staley • Cantrell                   | 3:42    |
| 6.  | „Love, Hate, Love”             | Staley • Cantrell                   | 6:26    |
| 7.  | „It Ain’t Like That”           | Cantrell • Mike Starr • Sean Kinney | 4:37    |
| 8.  | „Sunshine”                     | Cantrell                            | 4:44    |
| 9.  | „Put You Down”                 | Cantrell                            | 3:16    |
| 10. | „Confusion”                    | Staley • Cantrell • Starr           | 5:44    |
| 11. | „I Know Somethin’ (‘Bout You)” | Cantrell                            | 4:22    |
| 12. | „Real Thing”                   | Staley • Cantrell                   | 4:03    |
|     |                                |                                     | 54:02   |

## Personel
Opracowano na podstawie materiału źródłowego:
| Alice in Chains - Layne Staley – śpiew - Jerry Cantrell – gitara rytmiczna, gitara prowadząca, gitara akustyczna (dwunastostrunowa; 4, 5), wokal wspierający, talk box (2) - Mike Starr – gitara basowa, wokal wspierający (10) - Sean Kinney – perkusja, fortepian (3), dodatkowy wokal wspierający Muzycy sesyjni - Kevin Shuss – dodatkowy wokal wspierający | Produkcja - Producent muzyczny: Dave Jerden - Inżynier dźwięku: Ron Champagne, asystenci: Bryan Carlstrom, Dave Hillis, Leslie Ann Jones - Miksowanie: Dave Jerden w Sound Castle Studio, Los Angeles, asystent: Bob Lacivita - Mastering: Eddy Schreyer w Future Disc Systems, Hollywood - Menedżer produkcji: Peter Fletcher Oprawa graficzna - Dyrektor artystyczny: David Coleman - Zdjęcia: Rocky Schenck Management - A&R: Nick Terzo - Zarządzanie: Kelly Curtis, Susan Silver |

## Pozycje na listach i certyfikaty
| Lista (1991)                                         | Pozycja |
| ---------------------------------------------------- | ------- |
| Billboard 200 (Stany Zjednoczone)                    | 42      |
| Lista (1993)                                         | Pozycja |
| Top Pop Catalog Albums (Stany Zjednoczone)           | 23      |
| Lista (2020)                                         | Pozycja |
| Billboard 200 (Stany Zjednoczone)                    | 152     |
| Billboard Top Alternative Albums (Stany Zjednoczone) | 11      |
| Billboard Top Hard Rock Albums (Stany Zjednoczone)   | 9       |
| Billboard Top Rock Albums (Stany Zjednoczone)        | 24      |
| Billboard Top Tastemaker Albums (Stany Zjednoczone)  | 3       |
| Lista (2021)                                         | Pozycja |
| ARIA Top 20 Vinyl Albums Chart (Australia)           | 15      |
| Italy Albums Top 100 (Włochy)                        | 88      |
| Official Vinyl Albums Chart (Wielka Brytania)        | 11      |
| Top 100 Album Charts (Niemcy)                        | 41      |
| Ultratop 200 Albums (Wa) (Belgia)                    | 116     |
| Veckolista Vinyl (Szwecja)                           | 7       |
| Lista (2022)                                         | Pozycja |
| Top 75 Albums (Grecja)                               | 35      |

| 1990                                            | „We Die Young”   | –  |
| 1991                                            | „Man in the Box” | 18 |
| 1991                                            | „Sea of Sorrow”  | 27 |
| „–” oznacza, że singel nie dostał się na listę. |                  |    |

| Państwo                  | Certyfikat         | Sprzedaż   |
| ------------------------ | ------------------ | ---------- |
| Stany Zjednoczone (RIAA) | 3× platynowa płyta | 3 000 000+ |
| Wielka Brytania (BPI)    | srebrna płyta      | 60 000+    |